# Водни косове
Водните косове (Cinclus) са род птици от разред Врабчоподобни (Passeriformes), единствен в семейство Cinclidae.
Разпространени са край бързи планински реки в Америка, Евразия и Атласките планини. Размерите им варират в диапазона 14 – 22 сантиметра дължина и 40 – 90 грама маса. Хранят се предимно с водни безгръбначни, главно с ларви на насекоми, които улавят от брега или ходейки по речното дъно.

## Видове
Семейство Cinclidae – Водни косове
- Род Cinclus – Водни косове
  - Cinclus cinclus – Воден кос
  - Cinclus leucocephalus – Белотеменен воден кос
  - Cinclus pallasii – Кафяв воден кос
  - Cinclus mexicanus – Американски воден кос
  - Cinclus schulzii – Червеногърл воден кос